# 塞勒姆 (莱茵兰-普法尔茨州)
塞勒姆是德国莱茵兰-普法尔茨州的一个市镇。总面积11.25平方公里，总人口940人（2017年12月31日），人口密度84人/平方公里。